# Оред
Оред (др.-греч. Ὄροιδος, V век до н. э.) — царь паравеев.

В начале Пелопоннесской войны, в 429 году до н. э. спартанцы и их союзники под руководством Кнема предприняли поход против Акарнании, поддерживавшей афинян. Перечисляя участников этого похода, Фукидид назвал и Ореда. Также под предводительством Ореда находились оресты – с согласия их царя Антиоха.